# Ваянг клитик

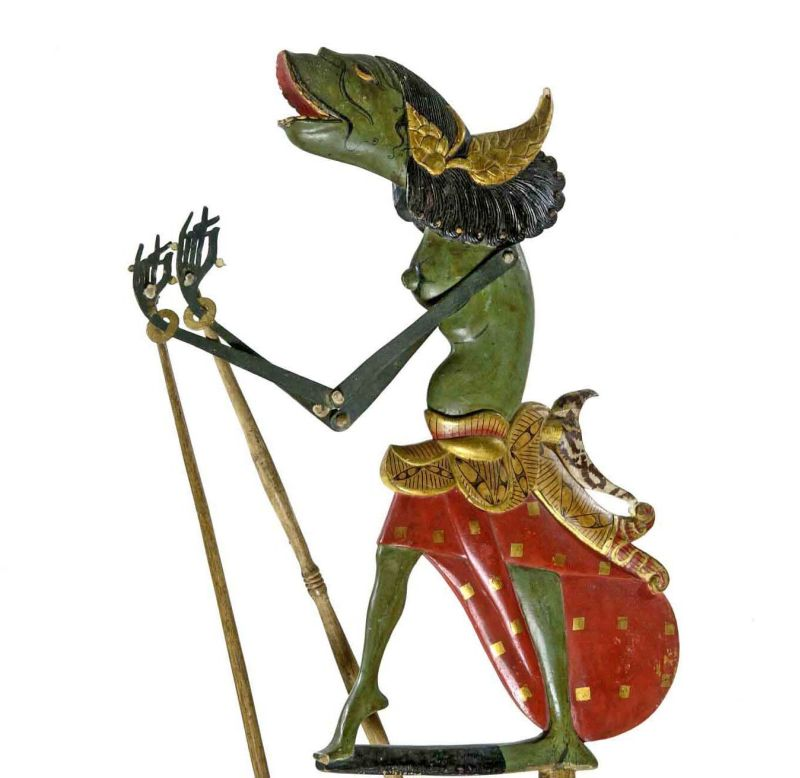
Кукла Менак Джингга — один из героев представления ваянг клитик о Дамар Вулане. Тропический музей в Амстердаме

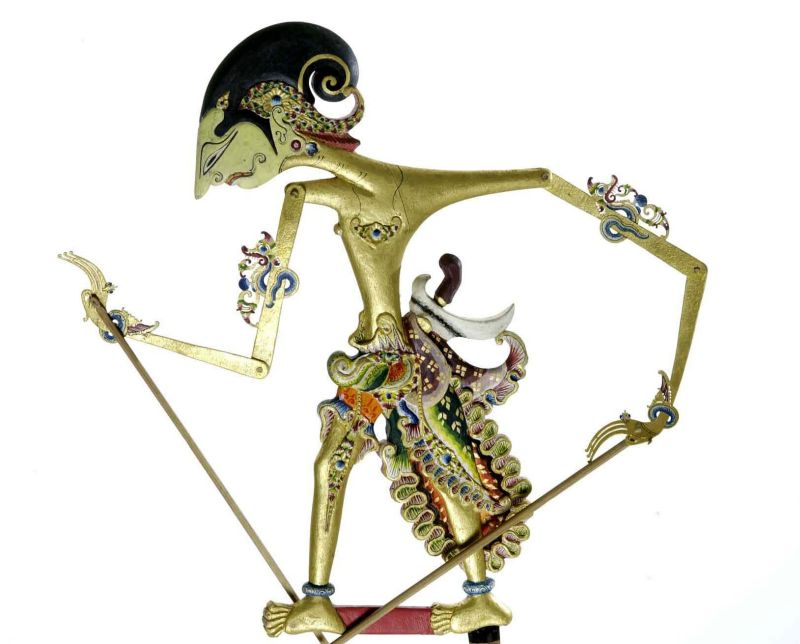
Кукла Дамар Вулан — главный герой представления ваянг клитик о Дамар Вулане. Тропический музей в Амстердаме.

Ваянг клитик (индон.  wayang kelitik; яв. wayang — «театр», klithik — «звук маленького колокольчика») — театр плоских деревянных кукол c кожаными подвижными частями на Яве (Индонезия).
Название связано со звуком колокольчика, зазывавшего на представление. Появился в середине XVII в. Создание приписывается принцу Пекику из княжества Сурабая. Форма местного происхождения, развившаяся, видимо, из ваянг кулит. Перенесены все его приемы, но убран экран. Сюжеты спектаклей на Восточной Яве посвящены преимущественно похождениям принца Панджи, а на Центральной Яве — подвигам героя Дамар. Представления идут в сопровождении малого гамелана.